# Composition H6
La composition H6 est un explosif militaire puissant, utilisé notamment dans la Massive Ordnance Air Blast Bomb, ainsi que dans les mines, grenades et torpilles marines.
Elle est approximativement 1,35 fois plus puissante que le TNT pur[réf. nécessaire].

## Compositions
La composition H6 comprend en principe[réf. nécessaire] (pourcentage en masse) :
- 45 % de RDX
- 30 % de TNT
- 20 % de poudre d'aluminium
- 5 % de cire de paraffine agissant comme stabilisant

Une autre version (très similaire) de la composition H6 est constituée de RDX (incluant de la nitrocellulose, du chlorure de calcium et de silicate de calcium) à hauteur de 45,1 %, de trinitrotoluène pour 29,2 %, de poudre d'aluminium pour 21 % et de 4,7 % cire de paraffine et lécithine[réf. nécessaire].

## Utilisations
La composition H6 a été utilisée dans de multiples applications militaires, notamment sous-marines (mines marines, grenade anti-sous-marine et torpilles). Dans ces applications, elle tend à être remplacée par le torpex, moins sensible aux chocs et plus facilement stockable[réf. nécessaire]. Ces munitions sont censées tenir 2 minutes 30 lors d'un incendie sans exploser.
La composition H6 est également utilisée dans les bombes air-sol de forte puissance, telles que la Massive Ordnance Air Blast Bomb.